# Jazz Hot (magazine)
Pour les articles homonymes, voir Jazz Hot.
Jazz Hot  est une revue de jazz en langue française, créée en 1935 par Charles Delaunay et Hugues Panassié.
C'est la doyenne des revues de jazz du monde encore en activité, et est considérée comme la première publication de critiques sur le jazz en France.

## Histoire
Jazz Hot, qui tire son nom du courant éponyme, paraît pour la première fois en mars 1935. Une première série de 32 numéros est publiée jusqu'en 1939. Cette première série est publiée bilingue français-anglais.
Après l'arrêt des parutions en raison de la guerre et de l'Occupation, une seconde série suit à partir de 1945, avec une nouvelle numérotation,.
Le sociologue et critique de jazz Lucien Malson en devient l'un des rédacteurs en 1946.
Quarante ans plus tard, Charles Delaunay s'étonne encore de son audace, qu'il qualifie de « pure folie » : « On peut se demander par quelle aberration quelques illuminés sans expérience — dont j'étais — ne disposant de surcroît d'aucune ressource personnelle, purent entreprendre la publication d'une revue exclusivement consacrée au jazz ». Delaunay s'occupe du magazine jusqu'aux années 1980.
Depuis 2008 la revue ne paraît plus que sur internet.